# أليس براون
أليس براون (5 ديسمبر 1857 - 21 يونيو 1948) (بالإنجليزية: Alice Brown)‏. هي روائية وشاعرة وكاتبة مسرحية أمريكية. اشتهرت ككاتبة قصص محلية.

## وصلات خارجية
- أليس براون على موقع الموسوعة البريطانية (الإنجليزية)
- أليس براون على موقع قاعدة بيانات برودواي على الإنترنت (الإنجليزية)

- مؤلفات أليس براون في مشروع غوتنبرغ
- أعمال بواسطة أليس براون، على أرشيف الإنترنت.
- Alice Brown  على قاعدة بيانات الخيال التأملي على الإنترنت
- Full text of "The Secret of the Clan", Macmillan Company, 1912.